# Palaquium impressionervium
Palaquium impressionervium là một loài thực vật thuộc họ Sapotaceae. Loài này có ở Malaysia và Thái Lan. Chúng hiện đang bị đe dọa vì mất môi trường sống.